# U-133 (Kriegsmarine)
U-133 je bila nemška vojaška podmornica Kriegsmarine, ki je bila dejavna med drugo svetovno vojno.

## Zgodovina
Podmornica je bila splovljena 28. aprila 1941, v aktivno službo pa je bila sprejeta 5. julija istega leta. Med urjenjem posadke je bila del 7. podmorniške flotilje, v isti flotilji je ostala kot frontna podmornica do 31. decembra 1941.
Od 1. januarja 1942 pa do svojega uničenja 14. marca istega leta pa je bila del 23. podmorniške flotilje, katera je bila stacionirana na grškem otoku Salamina. U-133 je bila uničena zaradi udarca v morsko mino.
Umrlo je vseh 45 članov posadke.

## Poveljniki
| Poveljniki |                 |               |                                |
| Št.        | Čin             | Ime           | Poveljstvo                     |
| 1.         | Kapitanporočnik | Hermann Hesse | 5. julij 1941 - 1. marec 1942  |
| 2.         | Nadporočnik     | Eberhard Mohr | 2. marec 1942 - 14. marec 1942 |

## Tehnični podatki
| Kategorije                                    | Podatki                       |
| --------------------------------------------- | ----------------------------- |
| Teža (t): na površju pod površjem polna Teža  | 769 871 1.070                 |
| Dolžina (m) - tlačni trup (m)                 | 67,10 - 50,50                 |
| Širina (m) - tlačni trup (m)                  | 6,20 - 4,70                   |
| Izpodriv (m)                                  | 4,74                          |
| Višina (m)                                    | 9,6                           |
| Moč (hp): na površju pod podvršjem            | 3.200 750                     |
| Hitrost (vozlov): na površju pod podvršjem    | 17,7 7,6                      |
| Doseg (milja/vozel): na površju pod podvršjem | 8.500/10 80/4                 |
| Torpeda/Torpedne cevi                         | 14/5 (4 na premcu, 1 na krmi) |
| Krovni top (mm)                               | 88                            |
| Mine                                          | 26 TMA                        |
| Posadka                                       | 44-52                         |
| Maksimalni potop (m)                          | 220                           |

## Potopljene ladje
| Datum           | Ime                         | Država              | Tonaža    | Usoda                |
| --------------- | --------------------------- | ------------------- | --------- | -------------------- |
| 17. januar 1942 | HMS Gurkha (G 63) (rušilec) | Združeno kraljestvo | 1.920 BRT | potopljena (torpedo) |